# Christmas pudding

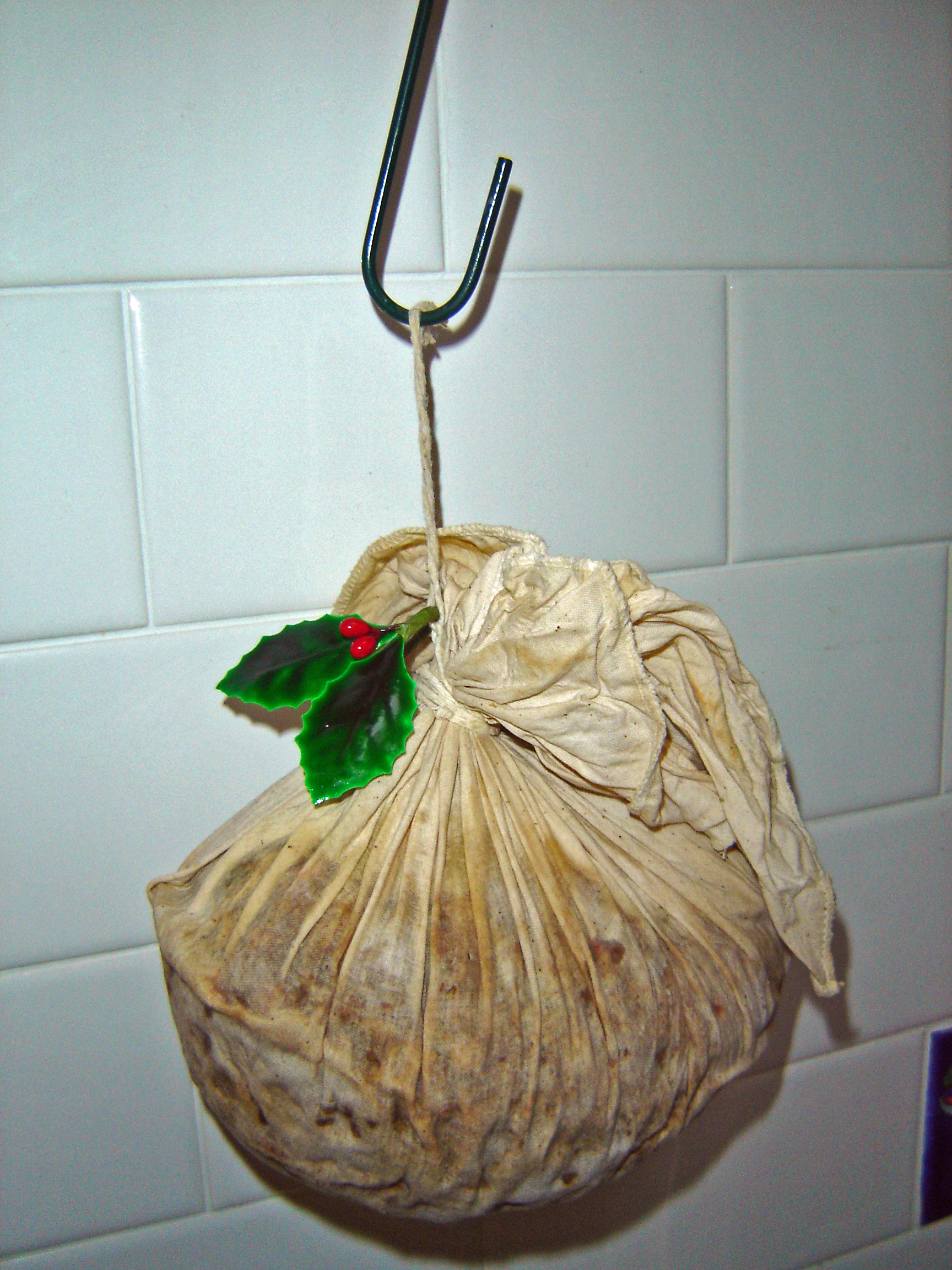
Una fase della preparazione del Christmas pudding

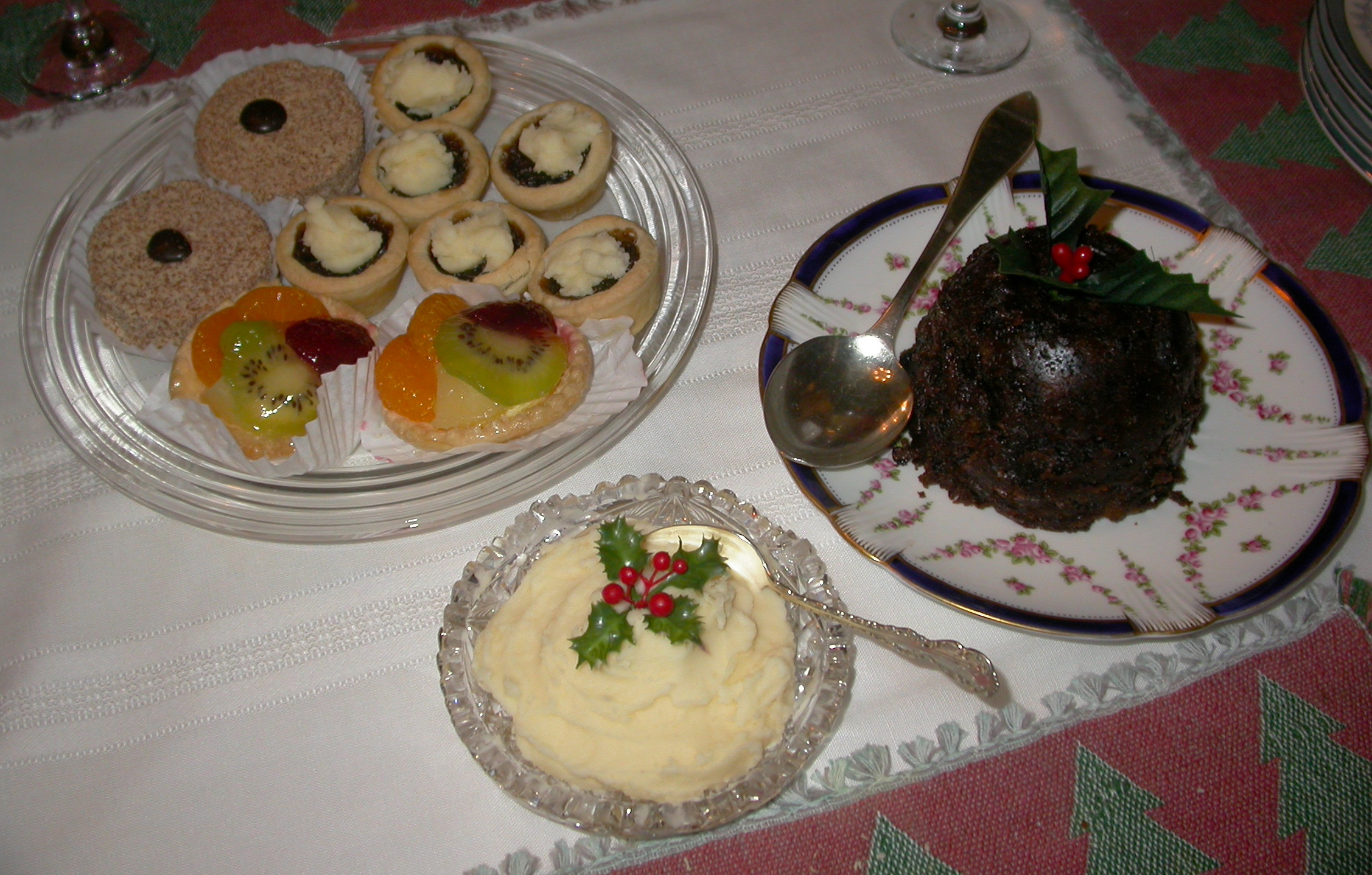
Una tavola con il Christmas pudding

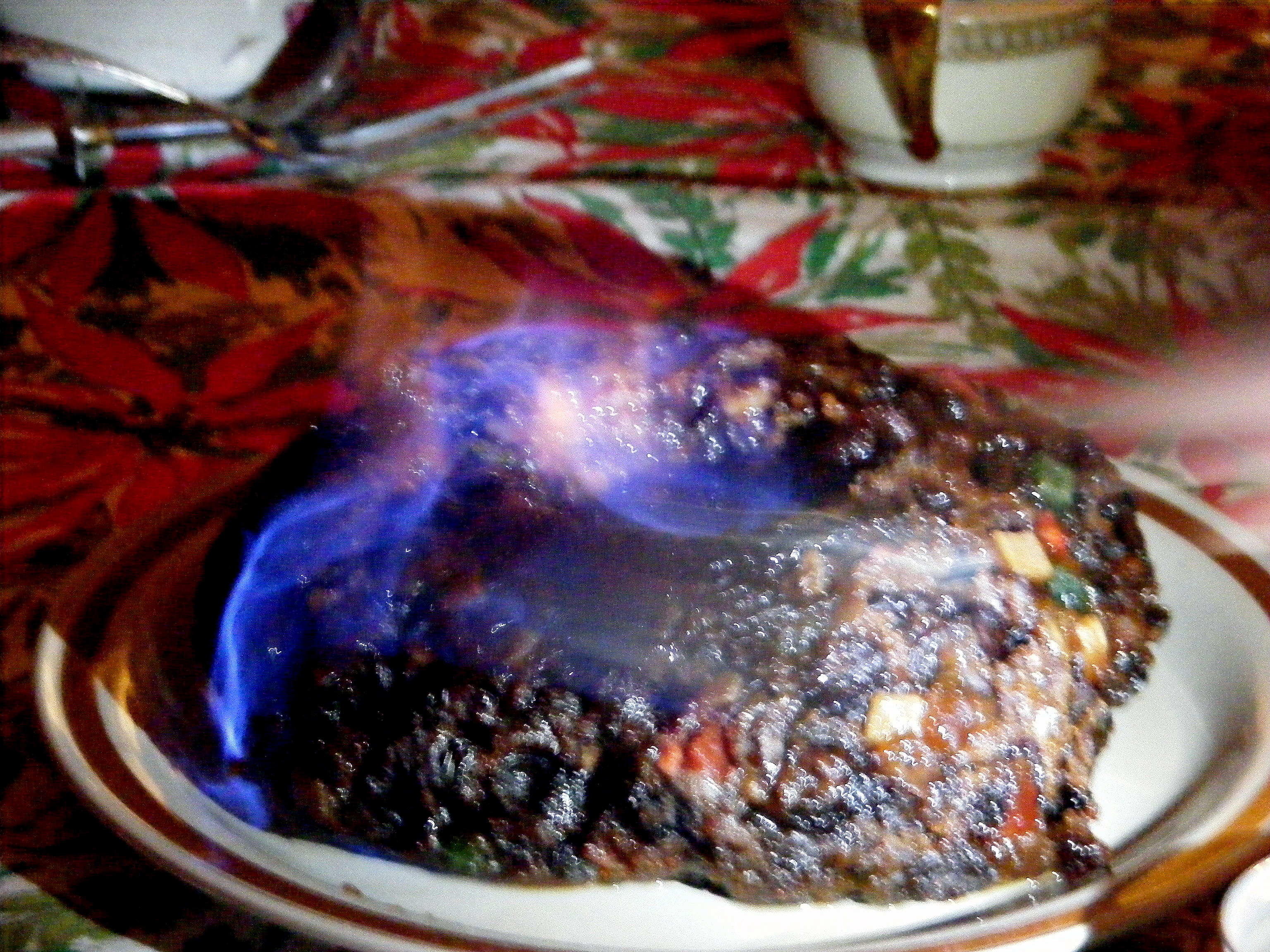
Un figgy pudding, variante del Christmas pudding

Il Christmas pudding (noto anche come plum pudding, plum duff) o "pudding natalizio" è un budino di frutta secca tradizionalmente servito come parte della cena di Natale in Gran Bretagna e in altri paesi in cui la tradizione è stata esportata. Questo tipico dolce natalizio inglese dalla forma rotonda è realizzato a base di uova, mandorle, canditi, zucchero, melassa, rum e spezie, preparato - secondo la tradizione - nel periodo dell'Avvento e portato in tavola il 25 dicembre. Viene solitamente servito flambé ed è comunemente decorato con un agrifoglio.
Rappresenta il principale dessert natalizio inglese e - oltre che nel Regno Unito - è popolare anche in Irlanda.

## Origini del termine "plum pudding"
Il Christmas pudding viene solitamente chiamato anche plum pudding, che letteralmente significherebbe "budino di prugne", anche se le prugne non figurano tra i suoi ingredienti. Probabilmente ciò deriva dal fatto che nel XVII secolo venivano chiamati plum anche l'uva passa e altri tipi di frutta.

## Storia
Il Christmas pudding trae origine probabilmente da cibi a base di carne e frutta quali il porridge e la zuppa medievale.
Pare che in Inghilterra fosse ampiamente diffuso già nel XVI secolo.
Fu in seguito abolito assieme al mince pie in seno alle battaglie condotte dai Puritani contro il Natale.
Col ritorno alla "piena legalità", nel XIX secolo, la pietanza fu adottata nella propria tavola dalla regina Vittoria, divenendo così - come testimoniato, tra l'altro, nel Canto di Natale di Charles Dickens - il principale dessert natalizio inglese.

Sempre nel corso del XIX secolo, inoltre, furono aggiunti nuovi ingredienti che resero il dolce più consistente.
Nel 1858, fu citato per la prima volta con il nome di "Christmas pudding" in un racconto di Anthony Trollope.
Nel 1891 ben 18 kg di questo dolce fecero parte dei viveri che l'infermiera britannica Kate Marsden portò con sé nel suo viaggio di 3000 km in slitta in Siberia alla ricerca di una cura per la lebbra. Come lei stessa dichiarò, questa insolita scelta fu fatta perché "Questo delizioso preparato si sarebbe sicuramente mantenuto nella stagione fredda, come sanno tutte le casalinghe; e inoltre mi piaceva".
Nel corso della storia furono creati Christmas pudding da record, come quelli realizzati a Paignton nel 1819 e nel 1859.

Quello realizzato nel 1859, destinato ai poveri e agli operai della città, fu preso d'assalto e divorato dagli abitanti ebbri di sidro.
Il Christmas pudding più grande della storia, del peso di 3,28 tonnellate, fu realizzato nel luglio 1992 ad Aughton, villaggio della parrocchia civile di Halton-with-Aughton, nel distretto di Lancaster (Lancashire).

## Ingredienti (per 4 persone)[3]
- 150 g di farina
- 5 uova
- 1/2 bicchiere di birra
- 1 cucchiaino di sale
- 200 g di grasso di rognone
- 200 g di mollica rafferma
- 150 g di buccia d'arancia/limone
- 200 g di frutta secca tritata
- 100 g di mandorle tritate
- 150 g di zucchero scuro
- 200 ml di rum o cognac
- 1 cucchiaio di melassa
- 1 cucchiaino di zenzero in polvere
- noce moscata

## Superstizioni legate al Christmas pudding
Al Christmas pudding sono legate varie superstizioni, come ad esempio quella secondo cui dovrebbe contenere 13 ingredienti ed essere preparato in senso orario da tutti i membri della famiglia. Si crede anche che chi non ne mangia almeno un po' perderà sicuramente un amico nell'anno successivo.
Altre superstizioni lo ricollegano al cosiddetto dolce della Dodicesima Notte, come quella di lasciare all'interno del dessert un anello, un ditale e una moneta, che avrebbero portato fortuna a chi li avesse trovati.

## Il Christmas pudding nella cultura di massa
- Il pudding natalizio inglese è citato nella variante figgy pudding nel celebre canto natalizio tradizionale We Wish You a Merry Christmas.[11]
- Viene chiamato plum pudding model (reso in italiano con modello a panettone) il modello atomico di Thomson.